# Lloyd Bentsen
Lloyd Millard Bentsen Jr. (Mission, 11 febbraio 1921 – Houston, 23 maggio 2006) è stato un politico statunitense, membro del Partito Democratico.

## Biografia
Fu senatore per il Texas dal 1971 al 1993. Candidato alla vicepresidenza alle elezioni del 1988 al fianco di Michael Dukakis, ottenne celebrità per la frase Senator, you're no Jack Kennedy ("Senatore, lei non è Jack Kennedy"), pronunciata in risposta al candidato vicepresidente repubblicano Dan Quayle, il quale durante un dibattito televisivo aveva comparato la propria carriera politica a quella di John Fitzgerald Kennedy. Tale espressione è entrata stabilmente nel lessico politico americano come critica nei confronti di coloro che tendono a sovrastimarsi e avere un'opinione troppo alta di sé.
Alla suddetta elezione presidenziale gli fu anche attribuito un voto elettorale che teoricamente sarebbe spettato a Dukakis. In seguito, sotto la presidenza di Bill Clinton, ricoprì dal 1993 al 1994 la carica di segretario al tesoro.